# 太平紅軍橋
太平紅軍橋位於四川省雅安市蘆山縣，文物遺址年代判定為1935年。2012年7月16日公佈為四川省文物保護單位。太平紅軍橋位於四川省雅安市蘆山縣太平鎮勝利村。紅軍橋又名福壽橋，始建于清初，咸豐二年培修。橋身基本完好，為東西橫跨太平河上之鐵索橋，橋面由十根鐵索聯戚，鋪以木板，橋左右各由兩根鐵索上下聯成扶欄，橋通長68.7米，寬1.55米，高6米。兩端為石岸，均有垂帶踏道，有三重簷五脊頂木結構橋亭，橋亭面闊三間6.6米。共計三通碑，橋西岸有碑兩通。一通為長方碑，另一通為柱形四方碑，橋東柱形四方碑。1935年紅軍在三通碑上刻有紅軍標語：“鞏固中蘇民眾兄弟聯盟”、“爭取獨立自由領土完整的蘇維埃中國”、“實行社會主義”等陰刻楷體大字。